# روي هالومس
روي هالومز (من مواليد 23 يونيو 1948) هو مقاول أمريكي اختطف في العراق في 1 نوفمبر 2004. واحتُجز في العراق لمدة 311 يومًا وأُطلق سراحه في 7 سبتمبر 2005.

## حياة
نشأ هالومز في ممفيس، تينيسي. في عام 1971، تزوج سوزان هالومز وأنجبا ابنةً تُدعى كاري آن. انفصل الزوجان عام 2003، لكنهما لا يزالان صديقين حميمين.
كان هالومز يعمل في المملكة العربية السعودية منذ عام 1993 وانتهى به الأمر للعمل في شركة التجارة والإنشاءات العربية السعودية. وبعد اندلاع حرب العراق عام 2003، ذهب هالومز إلى بغداد حيث قدمت شركته الطعام للجيش العراقي. وبعد إطلاق سراحه من الأسر في سبتمبر 2005، استقر في ممفيس.

## الأسر
في الأول من نوفمبر/تشرين الثاني 2004، اقتحم عشرون مسلحًا المجمع الذي كان هالومز وزملاؤه يعملون فيه في حي المنصور الراقي ببغداد. واختُطف هالومز رهائن مع روبرتو تارونغوي من الفلبين، وإينوس ديواري من نيبال، وثلاثة عراقيين. وأُطلق سراح ديواري والعراقيين بعد اختطافهم بفترة وجيزة. 
في 18 ديسمبر/كانون الأول، حدّد دبلوماسيون أمريكيون هوية هالومز، الأمريكي الذي اختُطف في الأول من نوفمبر/تشرين الثاني. وكانت عائلته قد ناشدت إطلاق سراحه قبل أسابيع، نشرت هويته على عدة مواقع إلكترونية. وروى هالومز أن زوجته سوزان رأت اسمه يُذكر علنًا لأول مرة في تقرير "جاوا".
سرعان ما أنشأت ابنته كاري آن كوبر موقعًا إلكترونيًا للمطالبة بالإفراج عن هالومز. كما ناشدت عائلته بالإفراج عنه عبر قناة الجزيرة.
نشر المتمردون شريط فيديو لهالومز في 25 يناير/كانون الثاني 2005. ولم يتضح تاريخ تسجيل الشريط. كان لهالومز لحية طويلة، وكان جالسًا وبندقية مصوبة إلى رأسه. قال هالومز: "اعتقلتني جماعة مقاومة في العراق. أطلب المساعدة لأن حياتي في خطر، ولأنني ثبت أنني أعمل مع القوات الأمريكية".
ولم يلجأ هالومز إلى الرئيس الأمريكي بوش، ولكنه فعل ذلك مع الرئيس الليبي معمر القذافي للمساعدة في تأمين إطلاق سراحه. ودعا القذافي في وقت لاحق إلى إطلاق سراح هالومز.[ بحاجة لمصدر ]

إطلق  سراح روبرتو تارونغوي في 23 يونيو 2005. وقال تارونغوي إنه يعتقد أن هالومز لا يزال على قيد الحياة وأضاف أن الخاطفين طالبوا بـ 12 مليون دولار.

## تحرير
أُطلق سراح هالومز في 7 سبتمبر/أيلول 2005، برفقة أسير عراقي، عندما داهمت قوة دلتا التابعة للجيش الأمريكي مزرعةً على بُعد 15 ميلاً جنوب بغداد. ويبدو أن معتقلاً عراقياً هو من حدد الموقع. وعندما وصلت قوات التحالف، كان الخاطفون قد لاذوا بالفرار.
إجمالاً، أمضى روي هالومز عشرة أشهر وسبعة أيام في الأسر. قال إنه كان مقيدًا ومكممًا طوال معظم الوقت، لكن الأطباء وصفوه بأنه يتمتع بصحة جيدة. بعد إطلاق سراحه، اتصل بابنته، وعرّف عن نفسه قائلًا: "هذا أبي".
ظهرت قصة هالوم في حلقة من المسلسل التلفزيوني Locked Up Abroad.
- قائمة عمليات الاختطاف
- قائمة حالات الأشخاص المفقودين التي تم حلها: العقد الأول من القرن الحادي والعشرين

## كتاب
- هالومز، روي. دفن حيًا: القصة الحقيقية للاختطاف والأسر وإنقاذ درامي . نيويورك: توماس نيلسون، ٢٠١٠. رقم ISBN 1-59555-170-0 .

## روابط خارجية
- الصفحة الرئيسية لهالومز